# Dolmen de la Pierre-Brûlée

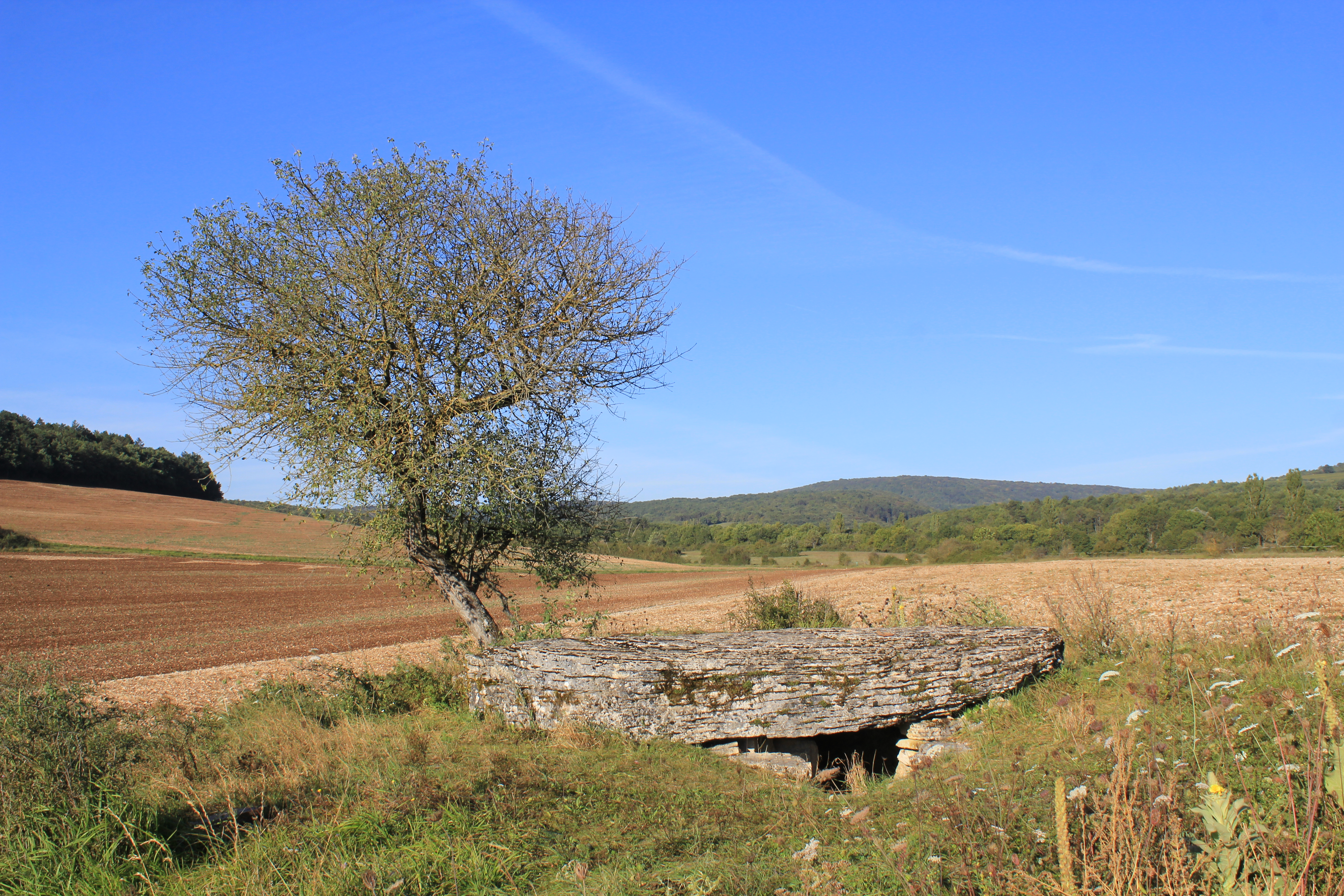
Dolmen de Pierre Brulée

Der 1866 ausgegrabene Dolmen de la Pierre-Brûlée (dt. verbrannte Stein) liegt in Volnay, südlich der D17, zwischen Meloisey und Pommard, in der Nähe der Kreuzung mit der D23 im Département Côte-d’Or in Burgund in Frankreich. Dolmen ist in Frankreich der Oberbegriff für Megalithanlagen aller Art (siehe: Französische Nomenklatur).
Der bis zur Unterkante des einzigen, 0,6 m starken Decksteins (von etwa 4,5 × 2,85 m) in einem Hügel von etwa 15 m Durchmesser verborgene Dolmen liegt am Rande einer Hochebene. Die rechteckige etwa einen Meter hohe Nordost-Südwest orientierte Kammer (von etwa 3,3 × 1,55 m) besteht aus sechs, zum Teil kleinformatigen unterfütterten Tragsteinen und der allseits überstehenden Deckenplatte. Der eingetiefte von Pierre sèche gebildete polygonale Zugangsteil liegt etwas außermittig im Südosten. Er wurde vermutlich später angefügt oder ist Rest eines Ganges.
Neben zahllosen menschlichen Knochen wurden Pfeilspitzen und Zähne gefunden.